# なかやまきんに君

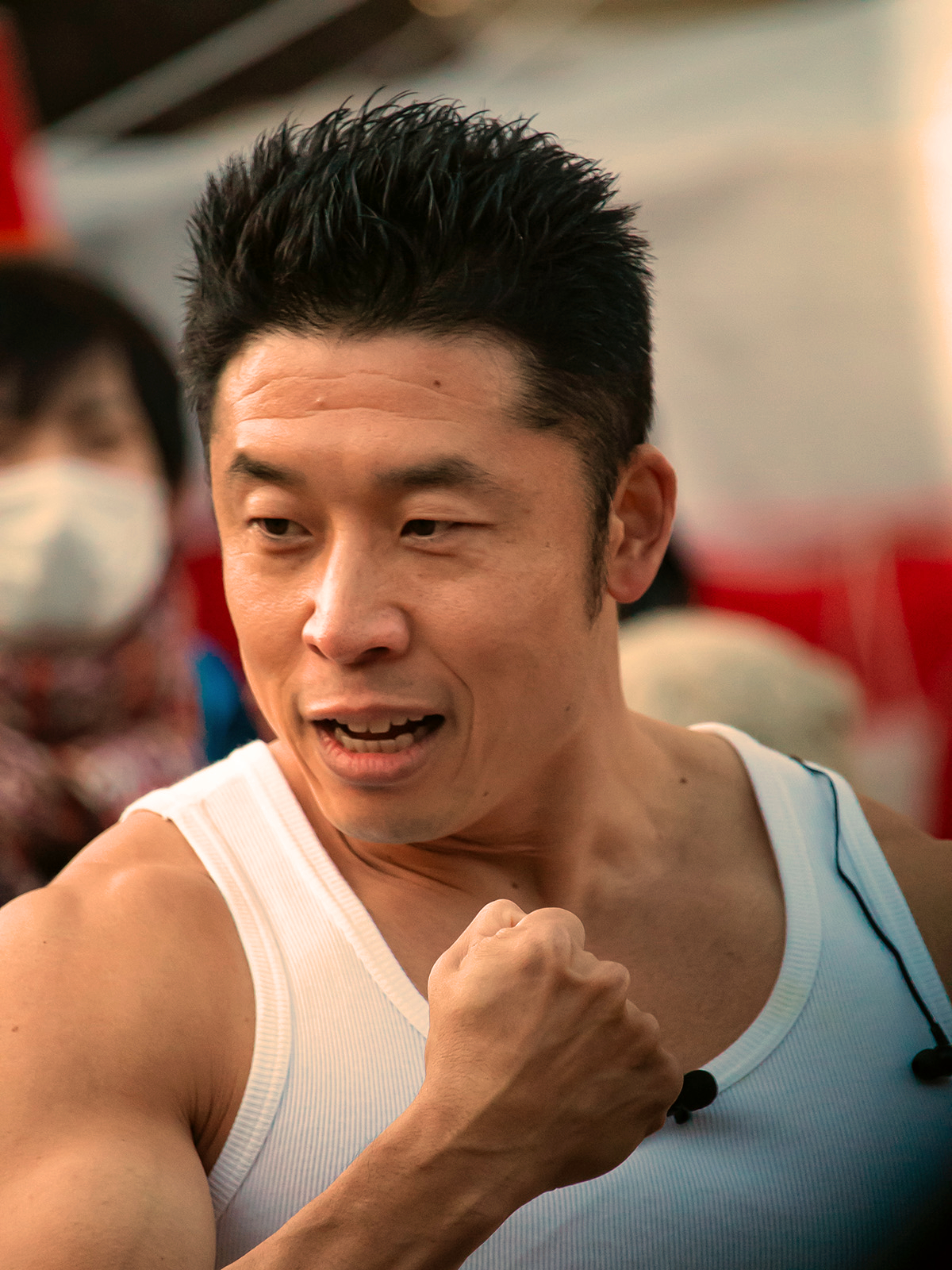
なかやまきんに君（2020年1月10日、西宮神社）

なかやまきんに君（なかやまきんにくん、1978年〈昭和53年〉9月17日 - ）は、日本の男性お笑いタレント、YouTuber、ボディビルダー。福岡県福岡市東区出身。2000年から2021年まで吉本興業に所属し、2022年以降はフリーランスで活動。本名は中山 翔二（なかやま しょうじ）。

## 来歴
福岡市立和白東小学校、福岡市立和白丘中学校、福岡工業大学附属高等学校（現・福岡工業大学附属城東高等学校）を卒業。
学生時代から筋肉質な体格だったが、当時はボディビルよりもバスケットボールに熱中していた。高校時代に香椎のLBGYMで筋トレを始める。
タレントになった後、福岡の民放番組で2005年と2020年にそのLBGYMを来訪。その様子がRKB毎日放送とTNCテレビ西日本で放映された。
高校時代の同級生には女子柔道家でシドニーオリンピック銅メダリストの日下部基栄がいる。
高校卒業後は吉本総合芸能学院 (NSC) 大阪校に22期生として入学する。なお、入学前に1998年10月30日放送の朝日放送テレビ『探偵!ナイトスクープ』の依頼「世界一指を早く回せる男」に出演している。これはバスケットボール選手が指を回す際の仕草である。NSCの同期には、スーパーマラドーナ・久保田かずのぶ（とろサーモン）・キングコングなどがいる。
2000年にNSCを卒業し、筋肉を使ったギャグを行うピン芸人「なかやまきんに君」として吉本興業からデビューした。芸名の名付け親はNSCの先輩でもある原西孝幸（FUJIWARA）だが、原西が当初考案した芸名は「なかやま」が無い単なる「きんに君」であったという。2001年には吉本新喜劇に入団し、店員やヤクザの子分役などを担当する。筋肉質な体を使って筋肉アピールをしながら喋るネタを一通り終え、兄貴分（または雇い主など）に「やるだけのことはやりました!!︎」と報告して突っ込まれるというオチが定番だった。2003年1月、第24回ABCお笑い新人グランプリで審査員特別賞を受賞した。
2006年、新ネタとして「アメリカの文化を日本に紹介するため、ノースカロライナ州からやってきた男」という設定のキャラクター「キャプテン☆ボンバー」を考案し、同年のR-1グランプリで決勝に進出した。このときは舞台上になかやまきんに君の遺影を置き、きんに君とは別人という設定（きんに君と呼ばれても否定）でネタを披露した。朝日放送テレビ『笑いの金メダル』 にキャプテン☆ボンバー名義で出演し、共演した上田晋也（くりぃむしちゅー）に尋ねられても、頑なに「なかやまきんに君」であることを否定していた。所属する新喜劇内でもキャプテン☆ボンバーを全面に押し出し、自身を主役にしたイベント「新喜劇ボンバー!!」がスタート、また大阪府泉南郡岬町にある「みさき公園」の「ぷ〜るらんどRiO」イメージキャラクターに起用されるなど知名度を大きく上げた。
同時期には鍛えた身体能力を駆使して当時流行していたTBS『最強の男は誰だ!壮絶筋肉バトル!!スポーツマンNo.1決定戦』などのスポーツ特番に出演し、数々の好成績を収めている（後述）。

### 筋肉留学

#### 一度目の留学
2006年10月9日（体育の日）に芸能生活を一時休業し、一年間の予定でボディビルダーにとっての聖地であるロサンゼルスへ向かい、自らのトレードマークである肉体を強化するための"筋肉留学"を行った。
2007年2月9日（2月9日の金曜日、筋肉にかけている）カリフォルニア州サンタモニカで全編英語のライブを行った。当初一回公演の予定だったものの現地の観客が多数詰め掛けたため急遽二回公演に変更し、およそ100人ほどの聴衆を前にライブを披露した。現地では「nobody knows your comedic style（前人未踏の芸風）」と評され、「賞賛を得た」と報道されている。キャプテン☆ボンバーも披露し、日本とは逆に日本の文化をネタにしていた。2007年8月31日（現地時間）、初めて自らが主演・監督・脚本を担当した35分の自主製作映画「キャプテン☆ヒーロー」を公開。
2007年9月7日、予定期間を終えて筋肉留学から帰国。帰国した模様が同日に放送の毎日放送『ちちんぷいぷい』で取り上げられた。その翌日には毎日放送『せやねん!』に生出演。帰国後初のテレビ番組出演で、3日後の9月10日には読売テレビ『なるトモ!』にも生出演した。9月29日には『せやねん!』に帰国後2回目の生出演、レギュラー番組に復帰した。2007年のM-1グランプリのために同じく筋肉質の芸人八木真澄（サバンナ）と漫才コンビ「ザ☆健康ボーイズ」を結成し、準決勝進出の好成績を挙げた。2008年も「ザ☆健康ボーイズ」として、M-1に再挑戦しており、現在もそれぞれの活動と並行して不定期でのコンビ活動を継続している。同年には日本テレビ『ダウンタウンのガキの使いやあらへんで!!』で筋肉料理研究家マグマ中山として出演し、以降も定期的にこのネタを行っている。

#### 二度目の留学
帰国後の芸能活動を順調に再開しつつあった2008年1月23日、「1年間程度では大した成果が出ない」との考えから今度は永住覚悟、あるいは無期限での筋肉留学を開始した。アメリカでは一度目のように肉体強化だけではなく、語学勉強や空手ジムに通うなどの本格的な留学計画を立てている。渡米後、カルフォルニア州の2年制の公立大学であり、アーノルド・シュワルツェネッガーの母校でもあるサンタモニカ・カレッジに留学した。
再留学後も定期的に帰国しており、留学40日後の2008年3月3日にはビザの申請のため急遽帰国し、改めてアメリカに向かっていた。3月27日発売の「モンスターハンター ポータブル 2nd G」のCM「芸人編」に起用された他、M-1グランプリへの再挑戦（詳細は前述）のため、10月29日にも一時帰国している。日本滞在中は「LIVE STAND 08 OSAKA」への出演に加え、留学前まで準レギュラーだった『せやねん!』をはじめ、フジテレビ『爆笑レッドカーペット』、TBS『ウンナン極限ネタバトル! ザ・イロモネア 笑わせたら100万円』などにも出演した。同年12月末に再渡米。留学の目的の一つとして「アメリカの映画やコメディショーに出演したい」という夢があり実際オーディションにもいくつか合格していたものの、留学ビザしか取得していなかったため出演は叶わなかったという。
2010年7月、先輩のなだぎ武がブログ上で「留学前より線が細くなった」と写真付きで報告しており、むしろ筋力的にも衰えた状態となっていた。2011年1月、サンタモニカ・カレッジ運動生理学部を卒業した。成績はGPA3.38と好成績を収めており、授業も日常会話も全て英語の環境で真面目に授業を受けていたことが明らかになり、憧れのシュワルツェネッガーの名も正確に発音できる（本人談）レベルの語学力を獲得した。卒業を記念してレイザーラモンHG（レイザーラモン）をゲストに「Muscle Comedy 3 〜筋肉留学卒業公演〜」をキャンパス内で開催した。

### 東京進出
2011年2月2日、3年間の留学を終えて正式に帰国し、芸人に復帰すると共に東京進出の意向を明らかにした。同年12月31日、日本テレビ『ダウンタウンのガキの使いやあらへんで!』の年越企画「笑ってはいけないシリーズ」の『絶対に笑ってはいけない空港24時』に出演。また、2013年には同シリーズの『絶対に笑ってはいけない地球防衛軍24時』内で松方弘樹が演じる防衛軍長官によって松本人志（ダウンタウン）にコードネームとして「まつもときんに君」が使用された。
2012年7月4日、映画『アベンジャーズ』のイベントに出演し、縁の深い八木真澄（サバンナ）の結婚式についての話題から自身が25歳のベルギー人女性と交際中であることを明かした。
2014年5月、5人座長体制の新喜劇で座長を務める1人である小籔千豊の東京新喜劇公演に招集され、日替わりゲストとして出演した。同年には同じく小籔の主催する「KOYABU SONIC 2014 FINAL」にも出演した。
2019年9月、特撮テレビドラマ『仮面ライダーゼロワン』第1話「オレが社長で仮面ライダー」でヒューマギア（人型ロボット）・腹筋崩壊太郎役を演じると共にその怪人態・ベローサマギアの声も演じ、その役名と熱演ぶりから放送当日のTwitterでトレンドに入るほどの話題となった。また、人々を笑わせることに喜ぶ同キャラクターが怪人化させられて悲壮な最期を遂げるという展開にちなむ単語「腹筋崩壊太郎ロス」が合わせてトレンド入りを果たしたことに、なかやまも感謝している。後に、自身のYouTubeチャンネル『ザ・きんにくTV 【The Muscle TV】』のサブチャンネルで明かしたところによれば、オファーを受けた当初は驚いて令和初の怪人ということからも演技への不安にかられたが、役名を見て良い意味で肩（僧帽筋）の力が抜け、撮影の際にはバラエティ番組とは違った現場の雰囲気を楽しんだという。また、後年のインタビューによれば、『ゼロワン』第1話の放送当日はオールジャパンフィジークの予選に出場していたため、予選中には知人からトレンド1位を知らせるLINEが多々来ていたという。また、腹筋崩壊太郎の決め台詞「腹筋パワー！」や着用していたサスペンダーは当初には無く、前者はリハーサルの際に監督からの依頼に思いつき、後者は衣装合わせを経てそれぞれ決まったという。アフレコではいつもネタで言っている「パワー」や「ヤー」が活かされたという。
なお、「腹筋崩壊太郎」はその後もたびたびトレンド入りしており、『ゼロワン』第21話に登場した「腹筋崩壊太郎の腹筋」が商品化されたほか、2020年3月28日には短編スピンオフ作品もYouTubeにて1年間限定配信で公開されたほか、次作『仮面ライダーセイバー』（テレビ朝日）でも筋肉アイドルの才木玲佳が出演する際に同作の公式Twitterが「腹筋崩壊太郎枠」という語句を用いたことが報じられている。また、腹筋崩壊太郎は2020年12月18日に公開された映画『劇場版 仮面ライダーゼロワン REAL×TIME』にも登場したほか、それに先駆けて同年12月7日にはなかやまが腹筋崩壊太郎として男性向け週刊誌『週刊プレイボーイ』（集英社）2020年51号の巻末グラビアを歴代ヒロインたちと共に飾ったことが、珍事として報じられている。その後、2021年12月23日には（なかやまにとっては15年ぶりの出演でもある）新喜劇にて「復活」したことが、『ザ・きんにくTV 【The Muscle TV】』を経て報じられている。
2022年1月25日、2021年12月31日付をもって、なかやま本人の希望で吉本興業とのマネジメント契約を終了していたことを発表した。その理由として、海外進出を志していること、お笑いよりもフィットネスの仕事の比重が高くなったことを自ら挙げている。
2025年8月12日、なかやまが代表を務める会社の元スタッフが、「事業でお金が必要だ」と会社にうその話を持ちかけて800万円をだまし取ったとして、詐欺の疑いで逮捕されたことが報じられた。これを受け、同日、なかやまは公式サイトで「信頼していた元スタッフがこのような行為に及んだことに僕自身大変ショックを受けております」などとコメントを出した。

## 人物
- 身長177cm。
- きんにくTV、きんにくTV 2ndでは筋肉を活かした強引かつハイテンションなネタのみでなく、初心者/中級者/上級者問わず、幅広い視聴者に優しく寄り添った規則正しい運動方法・規則正しい健康方法を提供していることから、コメント欄に寄せられる感謝のメッセージが多い。仕事上常に脂肪をある程度落とした体を作らなければならないため、リーンバルクをポリシーとしている。
- 2021年12月7日放送のNHK福岡『ロクいち!福岡』で、福岡市東警察署で一日警察署長を務め、「パワー！」のギャグを披露したことが紹介された。カメラがスタジオに切り替わった後、アナウンサーの一橋忠之が笑いをこらえられず、ニュースを読めなくなるハプニングを起こした[35]。2022年11月4日、2022ユーキャン新語・流行語大賞のノミネートが発表され、自身の持ちネタである「ヤー!パワー!」が候補入りしたが[36]、同年12月1日の授賞式では年間大賞・トップテン共に選出されず、受賞を逃した[37]。2023年1月6日放送のNHK『おはよう日本』では一橋とリモートで初対面し、その中で前述のハプニングが若年層への認知度を高めるきっかけになったとして、感謝の意を伝えた[38][39]。ちなみに、きんに君と一橋は誕生日が同じである[40]。
- 白いタンクトップにデニムのショートパンツスタイルを基調とする。初期の頃はアメリカの国旗柄のブーメランパンツを着用していた。

## 芸風

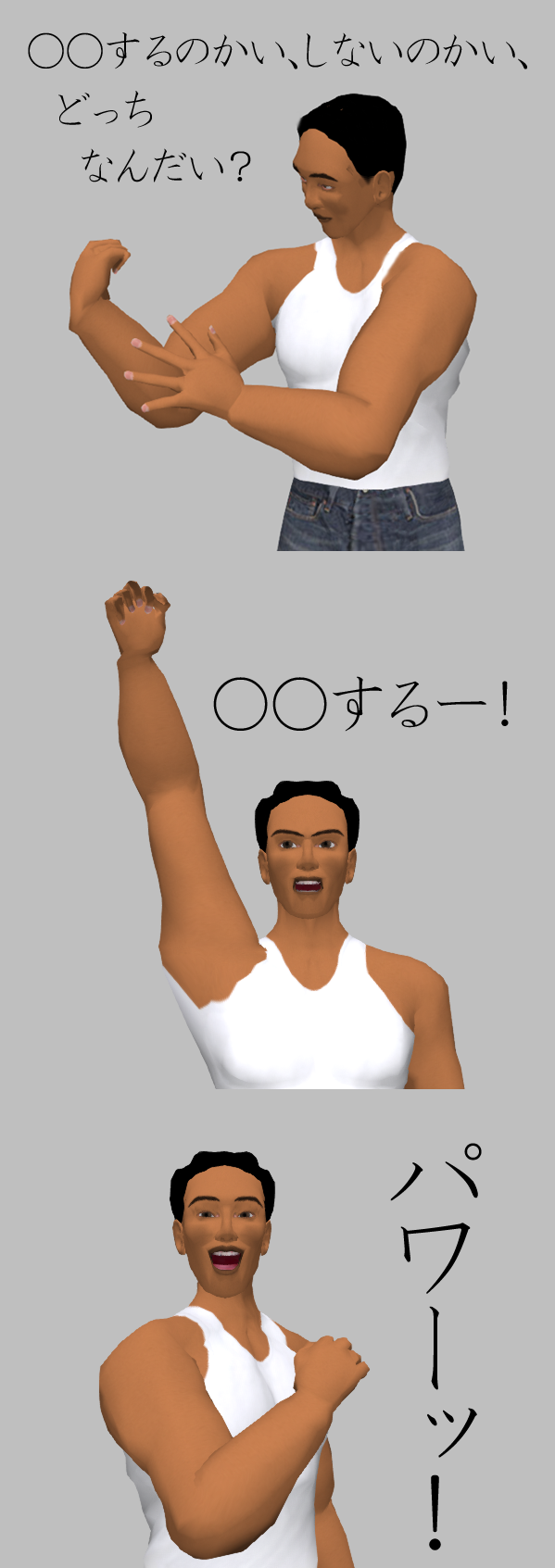
定番ギャグ

- 体格と筋肉を活かしたボディビルダー風の芸風（ボン・ジョヴィの「イッツ・マイ・ライフ」に合わせいくつかポージングの後「ﾔｰｯ」と最後に叫ぶ）が特徴。
- 現在はボディビルダータレント兼YouTuberとして活動。筋肉を活かしたお笑いネタだけではなく、運動の初心者/中級者/上級者問わず、視聴者に優しく寄り添った規則正しい運動方法・健康方法を提供している。

## 主なギャグ
- 『なかやまきんに君です！今日も朝御飯…いっぱい食べて来たッ!!!!!』
- 『おいっ！オレの筋肉！！○○するのかい？しないのかい？どっちなんだいっ?!！』
- 『筋肉ルーレット！スタートッ！』
- 『筋肉ワープ！！』
- 『パワー!!』
- 『ヤー!!』
- 『ハッ（笑顔）』
- 『エイッ！』
- 『～んヌゥン！ヌゥン！ヌゥン！』
- 『5時なのかい？！5時なのかい？！！』
- 『トマトは…1粒1粒をトマトと言いたい』
- 粉チーズパスタ、イッツ・マイ・ライフ
- 筋肉飴取りゲーム
- 『アーノルド・シュワル…………………ﾂｪﾈｰｶﾞｰ(息切れ)』
- 『担々～！ザクザク♪コリコリ♪』
- ケチャマヨ体操
- 『なかやまけんみゃく(検脈)んです！』

## エピソード
- いわゆる「スポーツ番組」「スポーツ特番」などで、過去に数々の優秀な成績を収めている。
  - TBS『スポーツマンNo.1決定戦』芸能人サバイバルバトルにて前人未到の大会4連覇を成し遂げ[注 8]、総合No.1の回数ではケイン・コスギと並んで歴代最多タイの5回輝いている[注 9]。
  - プロスポーツマンNo.1決定戦でも総合4位に入賞し、TAILIMPOSSIBLE（400m×4の持久走）では並み居るプロの強豪相手に堂々のNo.1を獲得。
  - SASUKEには12回出場し、第9・11・30回大会で2nd STAGEに進出している。
- 2006年4月20日、大阪府立体育会館にて行われたハッスル16でプロレスデビュー。有酸素運動マン（サバンナ八木）をタッグパートナーに島木譲二・ユウキロック組と対戦した。
- 近年はボディビルダーとしても本格的に活動し、東京オープンボディビル選手権で第23回準優勝、第24回準優勝の好成績を収め、第29回で悲願の優勝を果たした。
  - 大会には同じく芸人で格闘技経験者の春日俊彰（オードリー）も出場しており、春日の成績は第22回予選敗退、第23回5位[41]、第24回予選敗退であった。
- オールスター感謝祭の赤坂5丁目ミニマラソンでは、2012年3月31日放送（2012春）で初優勝した。その前にも、初出場の2003春で3位、2011秋で4位など好成績を挙げている。
- よしもとファンダンゴ運営のラフブロ（のちにYahoo!ブログにサービス移行）で「筋肉留学BLOG」を開設し、「BOKU（僕）」の一人称でネタ形式の留学日記を書いていた。
  - 筋肉留学後も定期的に更新されていたが、2012年4月3日の日記「身体とは…」を最後に更新が止まっている。現在は自身のドメインで「なかやまきんに君のザ☆きんにくブログ」を開設しているほか、TwitterやYouTubeでも発信している。
- 2024年8月には、個人事務所にマネージャーによるキックバック・投資詐欺の疑惑が『文春オンライン』によって報じられ、10人の投資詐欺への出資者の被害額は3億5000万円とつたえられた[42]。

## 大会成績

### SASUKE
第8回大会で初出場。そり立つ壁でタイムアップ（ゼッケン36）。第9回大会でそのそり立つ壁をクリアして同大会初の1stステージクリア。2ndステージではスパイダーウォーク改の滑りに苦戦して下り部分で滑り落ちるようにリタイア（ゼッケン41）。第10回は新設されたターザンロープの伸びに対応できずリタイア（ゼッケン956）。
第11回大会は1stステージをクリア。2ndステージではリタイアしたスパイダーウォーク改を突破するもバランスタンクに苦戦。最終エリアのウォールリフティングの3枚目を上げた瞬間にタイムアップとなった（ゼッケン41）。
第12回はそり立つ壁のロスが響きロープクライムでタイムアップ。第13回はクロスブリッジでリタイア（両方ゼッケン41）。第15回はそり立つ壁でタイムアップとなった（ゼッケン27）。
第27回大会で6年ぶりに出場。ローリングエスカルゴで自慢の筋肉を活かせずにリタイア（ゼッケン30）。第28回はローリングエスカルゴを越えるも2連そり立つ壁の2つ目でタイムアップ（ゼッケン81）。第29回は2連そり立つ壁こそ越えるも最終エリアのロープラダーでタイムアップ（ゼッケン85）。
第30回記念大会ではこれまで以上に安定した動きを見せ、警告音を聞くことなく1stステージクリア。第11回大会以来のクリアとなり、11年4か月ぶりクリアは1stステージクリアの当時史上最長のブランクであり、現在ではケイン・コスギの21年2か月に次ぐブランク記録である。続く2ndステージでは、クロススライダーの衝撃に耐えきれず落下した（ゼッケン2981）。
第33回大会はゼッケン1番をつけて登場。新エリアのフィッシュボーンを越えたが、ダブルペンダラムでリタイア。
| 大会       | ゼッケン | STAGE | 記録                 | 備考                      |
| ---------- | -------- | ----- | -------------------- | ------------------------- |
| 第8回大会  | 36       | 1st   | そり立つ壁           | タイムアップ              |
| 第9回大会  | 41       | 2nd   | スパイダーウォーク改 | 下り部分                  |
| 第10回大会 | 956      | 1st   | ターザンロープ       |                           |
| 第11回大会 | 41       | 2nd   | ウォールリフティング | 3枚目突破後、タイムアップ |
| 第12回大会 | 41       | 1st   | ロープクライム       | タイムアップ              |
| 第13回大会 | 41       | 1st   | クロスブリッジ       |                           |
| 第15回大会 | 27       | 1st   | そり立つ壁           | タイムアップ              |
| 第27回大会 | 30       | 1st   | ローリングエスカルゴ |                           |
| 第28回大会 | 81       | 1st   | 2連そり立つ壁        | 2つ目、タイムアップ       |
| 第29回大会 | 85       | 1st   | ロープラダー         | タイムアップ              |
| 第30回大会 | 2981     | 2nd   | クロススライダー     |                           |
| 第33回大会 | 1        | 1st   | ダブルペンダラム     |                           |

### スポーツマンNo.1決定戦

#### 芸能人サバイバルバトル
| 大会       | 放送日        | 総合順位 |
| ---------- | ------------- | -------- |
| 第9回大会  | 2002年3月27日 | 3位      |
| 第10回大会 | 2002年9月27日 | 2位      |
| 第11回大会 | 2003年3月31日 | No.1     |
| 第12回大会 | 2003年9月26日 | 2位      |
| 第13回大会 | 2004年4月5日  | 2位      |
| 第14回大会 | 2005年4月5日  | No.1     |
| 第15回大会 | 2005年9月28日 | No.1     |
| 第16回大会 | 2006年3月29日 | No.1     |
| 第17回大会 | 2006年10月4日 | No.1     |
| 第18回大会 | 2007年10月5日 | 7位      |

#### プロスポーツマン大会
| 大会       | 放送日       | 総合順位 |
| ---------- | ------------ | -------- |
| 第12回大会 | 2006年1月1日 | 4位      |
| 第14回大会 | 2008年1月1日 | 10位     |

### 東京ノービスボディビル選手権大会
| 大会       | 開催日        | カテゴリー       | 総合順位 |
| ---------- | ------------- | ---------------- | -------- |
| 第23回大会 | 2015年5月10日 | ミスター75kg級   | 2位      |
| 第24回大会 | 2016年5月3日  | ミスター75kg級   | 2位      |
| 第26回大会 | 2018年5月6日  | ミスター75kg級   | 3位      |
| 第27回大会 | 2019年5月4日  | ミスター75kg級   | 2位      |
| 第29回大会 | 2021年5月3日  | ミスター75kg超級 | 1位      |

### アメリカ マッスルビーチインターナショナルクラシック
- 2022年5月30日、メンズマスターズ40歳部門 優勝[43]。

### 東京マスターズボディビル40歳クラス選手権大会
- 2023年6月、6位入賞[44][45]。

### アメリカ Mr.マッスルビーチボディービル大会
- 2023年7月、オープンミドルウエートクラス2位[46]。

## 受賞歴
- 『ABCお笑い新人グランプリ』審査員特別賞
- 『壮絶筋肉バトル!スポーツマンNo.1決定戦』総合No.1（第11回、第14回 - 第17回）
- 『R-1ぐらんぷり2006』第8位（キャプテン☆ボンバーとして参加）
- 『LINE NEWS AWARDS 2023』芸能・タレント部門[47]
- 『第36回小学館 DIMEトレンド大賞 2023』ベストキャラクター賞[48]

## 出演

### レギュラー番組
- せやねん!（毎日放送）準レギュラー。筋肉留学期間中は一時降板。
- よしもと新喜劇（毎日放送）
- なかやまきんに君の筋肉留学
- なかやまきんに君のミッドナイトロサンゼルス（Team J Station）
- THE突破ファイル（日本テレビ） 突破レスキューの隊員としてVTR出演。
- きんに君のパワー旅 〜日本のウマい!を勝手にPR〜（2024年4月6日 - 、BSJapanext）初冠番組。

### 単発
- 新しい波8（フジテレビ）
- 爆笑オンエアバトル（NHK総合）戦績1勝2敗 最高373KB
- 爆笑レッドカーペット（フジテレビ）キャッチコピーは「逆輸入マッスル」、2009年8月22日放送分でコラボカーペットで共演したテンゲンガリ中島と共にレッドカーペット賞を受賞。
- 新春ゴールデンピンクカーペット（フジテレビ）キャッチコピーは「逆輸入マッスル」
- ウンナン極限ネタバトル! ザ・イロモネア 笑わせたら100万円（TBS）本戦では3rd敗退、ピンモネアではFINALステージ敗退
- あらびき団（TBS）
- 最強の男は誰だ!壮絶筋肉バトル!!スポーツマンNo.1決定戦（TBS）
- SASUKE（TBS）
- 小力の小部屋 第127回（2012年10月12日、マシェリバラエティ・ニコニコ生放送・スカパー!275ch） - 共演：長州小力
- VS嵐（2013年5月16日、フジテレビ）
- Shibuya Deep A（2013年7月21日、NHK総合）
- どぉーだ!Presents タカトシ牧場（北海道文化放送）
- アルティメット・ビーストマスター（2017年2月24日、Netflixオリジナルシリーズ シーズン1:エピソード2）[49]
- 誰だって波瀾爆笑（2019年4月7日、日本テレビ）ゲスト出演
- しくじり先生 俺みたいになるな!!（2019年5月7日、AbemaTV）ゲスト出演
- 相席食堂（2019年11月5日・2020年6月16日、朝日放送）1度目は旅人として出演、2度目は番組の総集編にザ☆健康ボーイズとして出演。
- ニンゲン観察バラエティ モニタリング（2024年10月17日、TBS）番組の「老人アスリート企画」で、2024年パリオリンピック体操競技男子団体総合金メダリストの岡慎之助・杉野正尭と共演。
- アメトーーク!「仮面ライダー芸人」（2025年8月14日、テレビ朝日）腹筋崩壊太郎役として出演[50]。

### ドラマ

#### テレビドラマ
- できちゃった結婚 第1話（2001年7月2日、フジテレビ）
- 部長刑事シリーズ・警部補マリコ 第2話（2001年11月3日、朝日放送）
- ドラマスペシャル 夫婦漫才（2001年12月30日、TBS）
- ドラバラ鈴井の巣『マッスルボディは傷つかない』（2002年5月30日 - 9月5日、北海道テレビ） - 本人 役
- 水戸黄門 第31部 第19話（2003年3月3日、TBS） - 門弟 役
- よろず刑事 file-7（2006年2月26日、朝日放送） - きんに君 役
- 24時間あたためますか?〜疾風怒涛コンビニ伝〜 第1章「新世界のコンビニ」（2008年3月15日、日本テレビ）
- 世にも奇妙な物語 2012年 春の特別編「ワタ毛男」（2012年4月21日、フジテレビ） - 若原 役
- 仮面ライダーゼロワン 第1話（2019年9月1日、テレビ朝日） - 腹筋崩壊太郎 役[51]
- 義母と娘のブルース 2020年 謹賀新年スペシャル（2020年1月2日、TBS） - ゴールデンアスレティックのCMイメージキャラクター 役
- 科捜研の女 season19 File28（2020年1月30日、テレビ朝日） - 三谷勝 役
- 筋トレサラリーマン 中山筋太郎（2023年9月29日、読売テレビ・日本テレビ） - 主演・中山筋太郎 役[52]
  - 筋トレサラリーマン 中山筋太郎 第2弾（2024年3月28日、読売テレビ・日本テレビ）[53]
  - 筋トレサラリーマン 中山筋太郎〜メリークリスマッスル編〜（2024年12月19日・27日、読売テレビ・日本テレビ）[54]

#### Webドラマ
- 仮面ライダーゼロワンYouTubeスピンオフ 奇跡の転身!? アルトVS.腹筋崩壊太郎 宿命のギャグバトル！（2020年3月29日、東映特撮YouTube Official） - 腹筋崩壊太郎 役[55]・腹筋崩壊次郎 役（二役）

### アニメ
- あらいぐま カルカル団 MISSON-11（2025年6月12日、読売テレビ）- 上腕二頭筋 役

### ラジオ
- 三四郎のオールナイトニッポンシリーズ（2017年10月21日・2018年12月15日・2019年12月7日・2020年12月19日・2021年10月23日・2022年12月24日、ニッポン放送）- 年1回出演

### 映画
- おしおきピンキームーン（2007年12月15日、吉本興業） - 田野倉信一 役
- 劇場版 仮面ライダーゼロワン REAL×TIME（2020年12月18日、東映） - 腹筋崩壊太郎 役[56]

### 吹き替え
- マッドマックス:フュリオサ（2024年5月31日、ワーナー・ブラザース） - ウォー・ボーイ 役[57]

## 広告・CM
TVCM
- 鷲ヶ岳スキー場 - 関西・中京地区のみ
- 奈良県知事選挙「あなたの一票が奈良県の筋肉になります!」（2003年）
- バンダイ「キン肉マン ジェネレーションズ（2004年）
- ホープハウスシステム（2005年）
- 日本コカ・コーラ
  - パワーエイド（2006年）
  - リアルゴールド（2023年）
- みさき公園「ぷ〜るらんどRio」（2006年）
- カプコン「モンスターハンターポータブル 2nd G」（2008年）
- 原価焼肉コスコス（2012年）
- Mixi「モンスターストライク」（2019年）
- ダイショー（2021年 - 2022年）[58]
- 百年住宅（2021年 - 2024年）
- ブシロード「バンドリ! ガールズバンドパーティ! for Nintendo Switch」（2021年）[59]
- ブックオフコーポレーション（2022年 - 2023年8月2日）[60]
- EXNOA「DMM GAMES」（2022年）
- ソフトギア「STRIX」（2022年）
- アイリスオーヤマ「セブンフィットマットネス」（2022年 - 2023年）
- ストーンエックスフィナンシャル「FOREX.COM」（2022年）
- 大塚製薬「カロリーメイト」（2022年 - 2023年）
- ニッスイ「速筋タンパク 減塩ちくわ」（2023年 - 2024年）
- 花王
  - クイックルマグネットワイパー（2023年 - ）
  - バブ（2024年 - ）
  - マジックリン EXPOWER（2024年 - ）
- 日清食品
  - 0秒チキンラーメン（2023年）
  - カップヌードル坦坦（2023年 - 2024年）
- タカラトミー「カブトボーグ」（2023年）
- ジェイストーム「WEST. POWER」2023年）[61]
- イオン「超!ナツ夏祭り2023」（2023年）
- チカラもち（2023年 - 2024年）
- カカクコム「求人ボックス」（2023年 - 2024年）福原遥と共演。
- 青山商事「洋服の青山」（2023年 - ）三浦友和らと共演。
- JRAシステムサービス「JRA-VAN」（2024年 - ）
- バローフィナンシャルサービス「ルビットクレカ」（2024年）
- 健康保険組合連合会「使ってイイナ！マイナ保険証」（2024年 - ）内藤剛志、王林と共演
- ディースリー・パブリッシャー「デジボク地球防衛軍2」（2024年）
- ACジャパン「日本心臓財団 支援キャンペーン」（2024年7月 - 2025年6月）[62]
- キューサイ「キューサイ青汁」（2024年 - ）[63]
- 久光製薬「エスカップ」（2025年 - ）
- マルハン（2025年）

Web CM
- ポッカサッポロフード&ビバレッジ「きちんとチキン」（2020年）[64]
- サントリー食品インターナショナル
  - クラフトボス（2021年）[65]
  - デカビタキング（2022年）[66]
- 資生堂「Uno」（2021年）
- アース製薬「ノーマット」（2022年）[67]
- ソニーネットワークコミュニケーションズ「NURO光」（2022年）
- SUPER STUDIO 「ecforce」（2022年）[68]
- 亀田製菓 「ハッピーターン」（2022年）
- リーディングカンパニー「ENG」（2022年 - 2024年）
- ウェルビーイングス「むびる」（2023年）
- ホクレン「MILK POWERチャレンジ」（2023年）
- ローソン
  - ご当地限定からあげクン（2023年）
  - 春だ！パワーだ！ご当地シューコッペ&からあげクン キャンペーン（2024年）
- ソフトバンク「LINEMO」（2023年）
- ネイチャーリパブリックジャパン「モイスチャー アロエジェル」（2023年）
- バンダイ「なかやまきんに君たんぱく質入りCHOCO BAAAAR!!」（2023年 - 2024年）
- バイドゥ「Simeji」（2023年）
- SAN NEXAS Group（2023年 - ）
- TVer（2023年）
- グッド・ラック「モバレコAir」（2023年）
- マルヤナギ小倉屋「蒸し大豆」（2023年 - ）
- うるココ（2023年 - ）
- DMM英会話（2024年）
- KDDI「Au 海外放題」（2024年）
- マルハン北日本カンパニー（2024年 - ）
- 井村屋「肉まん・あんまん」（2024年 - ）

コラボレーション
- 日本ケンタッキー・フライド・チキン CTO（2025年）[69]

## ゲーム
- なかやまきんに君 マッスルランナーズ！（App Store / Google Play、2023年10月12日配信開始、きんにくゲームズ）[70]

## 書籍
- 『ウケる筋トレ』（2018年10月25日、学研プラス、ISBN 9784058009673）
- 『なかやまきんに君の【日めくり】パワー! ワード!』（2021年10月13日、ワニブックス、ISBN 9784847071096）

## 音楽
| 発売日         | タイトル                                                            | レーベル                         | 備考                                                            |
| -------------- | ------------------------------------------------------------------- | -------------------------------- | --------------------------------------------------------------- |
| 2021年10月6日  | ザ☆マッソーサイズ                                                   | otonari Co.,Ltd.                 | 作詞：Polo Yazaki、作曲：Mel Hina                               |
| 2022年1月26日  | お願いマッスル (カバー) / なかやまきんに君&Singing Cosplayer Hikari | 吉本興業/Singing Coplayer Hikari | フジテレビ系「土曜はナニする!?」2022年1月-3月エンディングテーマ |
| 2023年10月11日 | ケチャマヨ体操                                                      | ユニバーサルミュージック         | 作詞・作曲：なかやまきんに君・Polo Yazaki                       |